# Tramwaje w Düsseldorfie

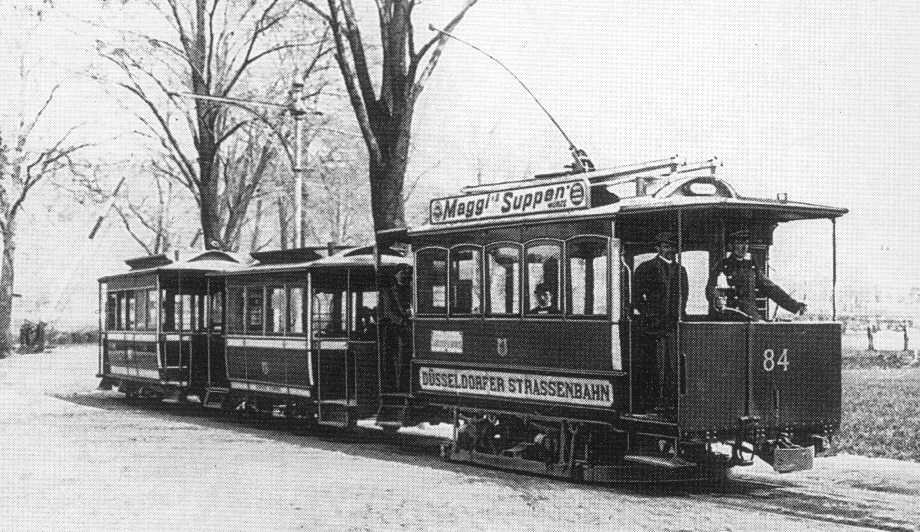
Pierwszy tramwaj elektryczny w Düsseldorfie

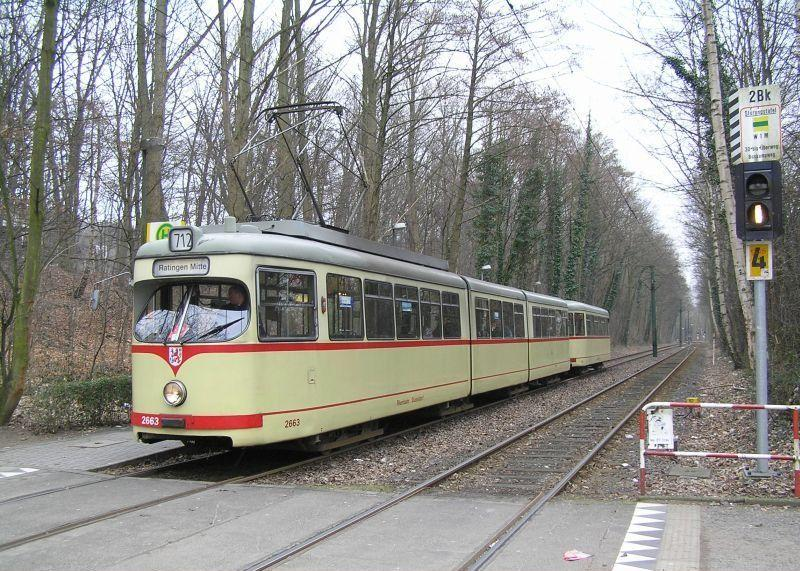
Tramwaje GT8 z wagonem doczepnym B4 na linii 712

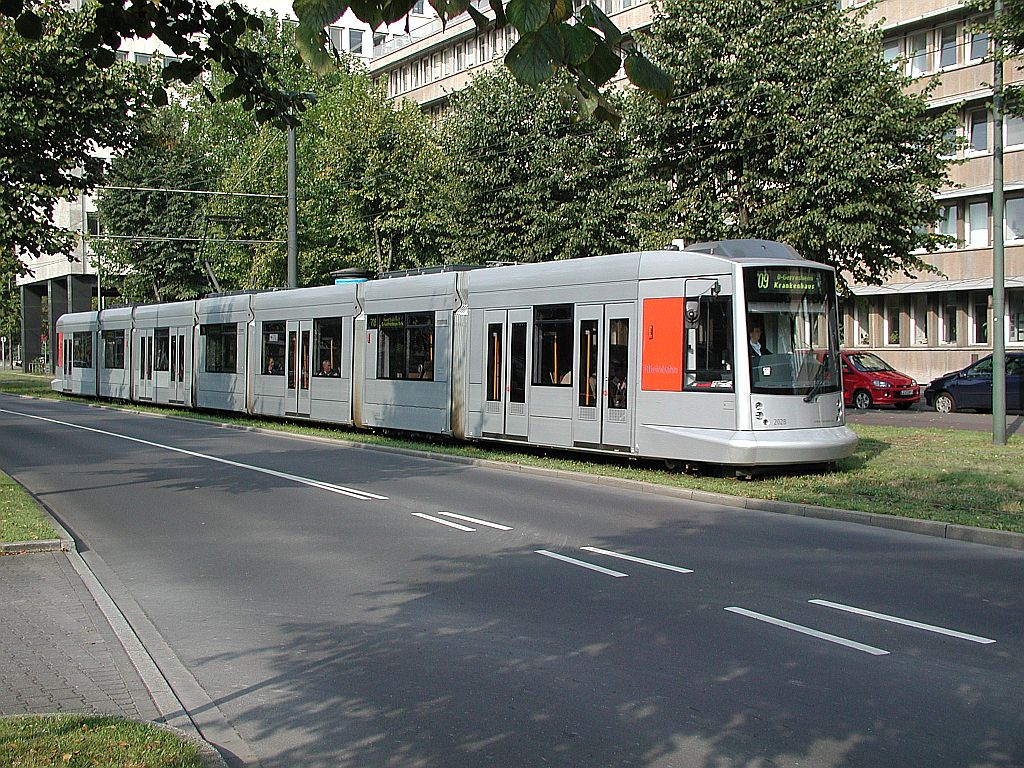
Tramwaj Siemens NF10 nr 2028 na Postrasse

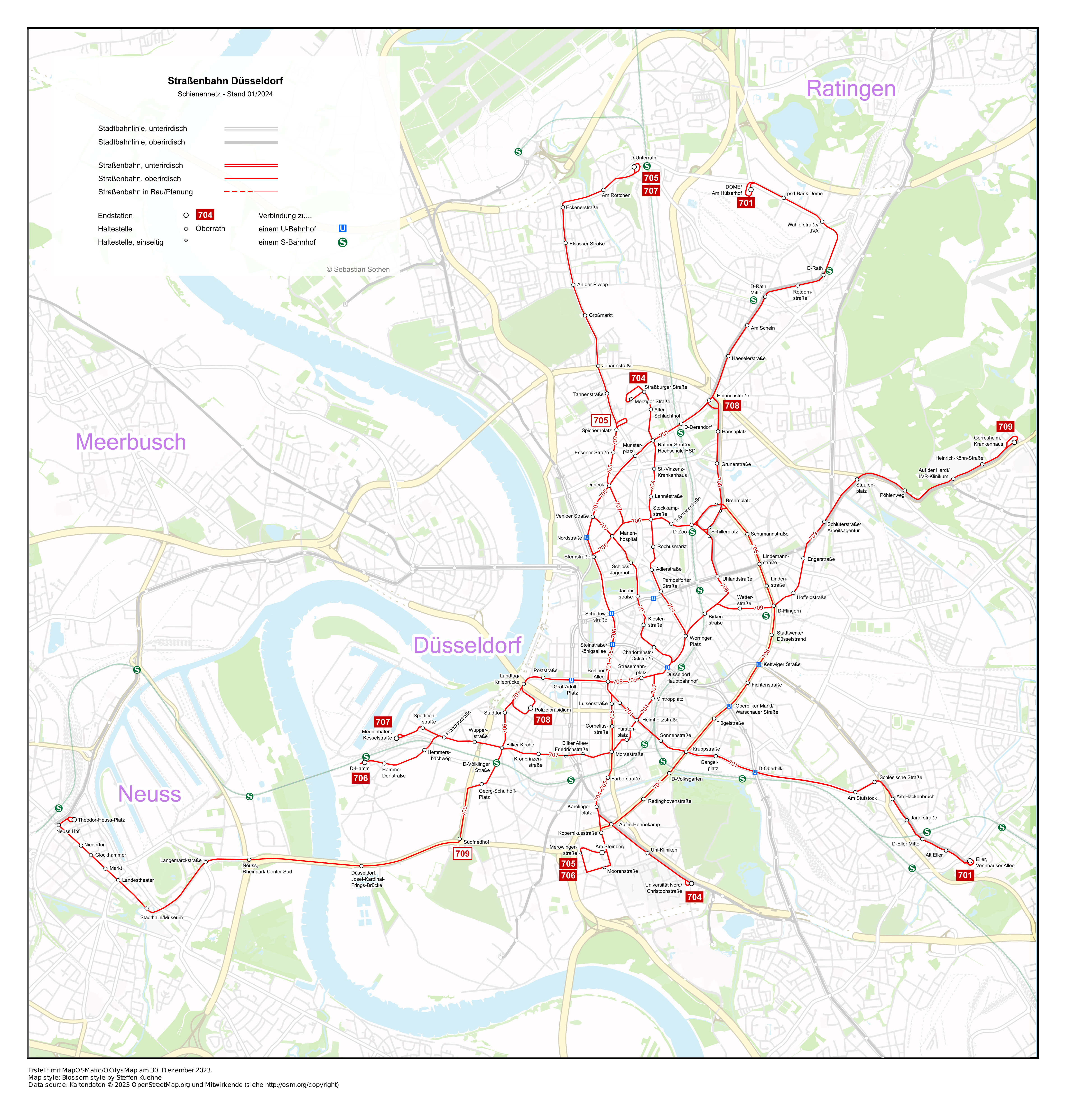
Schemat sieci tramwajowej

Tramwaje w Düsseldorfie – system tramwajowy działający w niemieckim mieście Düsseldorf.

## Historia
Budowę pierwszej linii tramwaju konnego rozpoczęto w 1873, a zakończono w 1875 r. 1 lutego 1876 rozpoczęto eksploatację tramwajów na odcinku Burgplatz – Bergisch-Märkischer Bahnhof, a pięć dni później także od Burgplatz do Tonhalle. W wyniku ciągłej rozbudowy w 1877 było już 5 linii tramwajowych. W 1896 uruchomiono pierwsze tramwaje elektryczne, ostatnie tramwaje konne zniknęły z ulic Düsseldorfu 21 czerwca 1900.
Po zakończeniu II wojny światowej ruch tramwajowy wznowiono 8 marca 1945.

## Linie
Obecnie w Düsseldorfie istnieje 11 linii tramwajowych:
| Linia | Trasa |
| ----- | --- |
| 701   | Benrath Btf – Holthausen – Karolingerplatz – Berliner Allee – Jan-Wellem-Platz – Dreieck – Derendorf – Rath                                                                          |
| 703   | Kirchfeldstraße – Graf-Adolf-Platz – Heinrich-Heine-Allee – Jan-Wellem-Platz – Jacobistraße – Wehrhahn – Grafenberg – Gerresheim                                                     |
| 704   | (Neuss Stadthalle -) Südfriedhof – Bilker Kirche – Graf-Adolf-Platz – Berliner Allee – Düsseldorf Hbf – Merziger Straße                                                              |
| 706   | Merowingerstraße – Karolingerplatz – Bilk – Graf-Adolf-Platz – Heinrich-Heine-Allee – Jan-Wellem-Platz – Düsseltal – Flingern – Volksgarten – Am Steinberg                           |
| 707   | Universität – Karolingerplatz – Bilk – Düsseldorf Hbf – Jacobistraße – Dreieck – Unterrath                                                                                           |
| 708   | Hamm – Bilker Kirche – Bilk – Düsseldorf Hbf – Wehrhahn – Düsseltal – Heinrichstraße                                                                                                 |
| 709   | Neuss Stadthalle – Südfriedhof – Bilker Kirche – Graf-Adolf-Platz – Bilker Kirche – Düsseldorf Hbf – Flingern – Grafenberg – Gerresheim, Krankenhaus                                 |
| 712   | Hellriegelstraße – Bilk – Graf-Adolf-Platz – Heinrich-Heine-Allee – Jan-Wellem-Platz – Jacobistraße – Wehrhahn – Grafenberg – Oberrath – Ratingen Mitte                              |
| 713   | (Holthausen – Karolingerplatz – Bilk) / Kirchfeldstraße- Graf-Adolf-Platz – Heinrich-Heine-Allee – Jan-Wellem-Platz – Jacobistraße – Wehrhahn – Grafenberg – Gerresheim, Krankenhaus |
| 715   | Vennhauser Allee – Oberbilk – Berliner Allee – Steinstraße – Jan-Wellem-Platz – Dreieck – Unterrath                                                                                  |
| 719   | Polizeipräsidium – Graf-Adolf-Platz – Berliner Allee – Düsseldorf Hbf (- Flingern – Grafenberg – Oberrath – Hubertushain)                                                            |

## Tabor
Obecny tabor tramwajowy składa się ze 182 tramwajów.
Tramwaje silnikowe:
- Düwag GT6 – 2 tramwaje
- Düwag GT8 – 10 tramwajów
- Siemens NF10 – 36 tramwajów
- Siemens NF6 – 48 tramwajów
- Siemens NF8U – 51 tramwajów

Tramwaje doczepne:
- Düwag B4 – 19 wagonów